# Büste der Prinzessin von Urbino
Die aus Kalkstein gefertigte sogenannte Büste der Prinzessin von Urbino stellt eine anonyme junge Frau dar und wurde wahrscheinlich in der 2. Hälfte des 15. Jahrhunderts in Italien hergestellt. Der Bildhauer ist unbekannt, jedoch wurde am Ende des 19. und zu Beginn des 20. Jahrhunderts unter anderen von Wilhelm von Bode vermutet, dass Desiderio da Settignano der Urheber sei. Zudem nahm Wilhelm von Bode an, dass die Büste aus Urbino stamme, weil der Bildhauer scheinbar denselben Kalkstein für die Anfertigung der Büste benutzte wie er zum Bau des Palazzo Ducale in Urbino verwendet wurde. Aufgrund der zeitlichen Zuordnung könnte die Büste eine uneheliche Tochter vom Kriegsherren und Kunstmäzen Federico da Montefeltro darstellen. Seit ihrem Ankauf 1887 für die Skulpturensammlung der Königlich Preußischen Museen, heute Staatliche Museen zu Berlin, wurden immer wieder Zweifel an der Authentizität der Büste hervorgebracht.

## Beschreibung
Auf dem schlanken Hals der mit den Maßen 47 cm × 43 cm × 23 cm annähernd lebensgroß ausgeführten Frauenbüste sitzt ein leicht nach rechts gewandter, ovaler Kopf. Die Augen blicken unter gesenkten Lidern fest hervor und der Mund ist leicht zusammengezogen. Das Haar ist zu einer vollen Strähne zusammengefasst, die kunstvoll um den Kopf geschlungen ist. Gehalten wird der Zopf mittels Haarnadeln und eines bandartigen, die Ohren bedeckenden Tuchs. Eine dünne Schnur liegt auf der hohen Stirn und ist mit den Haaren verflochten. Das hinten rund ausgeschnittene Kleid trägt einen perlenbestickten Saum und lässt vorne das halb zusammengeraffte Mieder und den Hemdsaum hervorblitzen.

## Material
Die Frauenbüste ist aus Kalkstein gefertigt. Dies erscheint ungewöhnlich, da vor allem Marmor-, Terrakotta- und Holzbüsten aus dem Quattrocento bekannt sind. Ähnlich wie Speckstein ist Kalkstein beim Bruch sehr weich und beginnt erst allmählich an der Luft zu trocknen, sodass im Gegensatz zum härteren und spröderen Marmor eine feinere und detailliertere Behandlung des Materials mithilfe eines Messers erfolgen kann. Diese präzise Ausarbeitung ist in der vorliegenden Büste vor allem im Vergleich der glänzenden Haut mit dem rau wirkenden Gewand erkennbar.

## Zustand
Die Frauenbüste weist diverse Schäden auf: Der Zopf an ihrer linken Seite sowie einige Stücke des Gewands sind abgebrochen. Auf der linken Stirnhälfte und an der linken Augenbraue sind einige Stellen abgeplatzt und mehrere Risse durchziehen das Gesicht. Auf der linken Wange ist ein ausgebrochenes Stück Stein restauriert worden.
Ein Teil der Schäden und die dunkle Graufärbung sind auf einen Brand von 1945 im Flakbunker Friedrichshain, einem der Hauptauslagerungsorte der Berliner Museen während des Zweiten Weltkriegs, zurückzuführen.

## Versionen der Büste
Wilhelm von Bode berichtete 1888 von einer über das Tonmodell hergestellten Stucknachbildung der Büste, die damals im Besitz des Earls von Wemyss in London gewesen sein soll. Der Kopf weise kaum Unterschiede in der Gestaltung auf, abwärts der Schultern jedoch unterscheiden sich die Büsten wesentlich: Während die Berliner Büste ein die Brust verhüllendes Kleid im Stil der zweiten Hälfte des 15. Jahrhunderts zeige, werde die Brust bei der Londoner Büste durch das locker auf den breiten Schultern sitzende Hemd kaum verdeckt. Letztere mute stilistisch daher eher wie aus einer späteren Zeit an.

## Autorschaft
Wilhelm von Bode und seine Zeitgenossen schrieben Ende des 19. und zu Beginn des 20. Jahrhunderts die Büste dem Bildhauer Desiderio da Settignano zu. In den 1920er Jahren verstärkten sich jedoch die Zweifel an Desiderios Urheberschaft: Wilhelm von Bode verunsicherte 1922 ein Vergleich mit einem Rundrelief einer Sibylle der Berliner Skulpturensammlung. 1926 schrieb er darüber hinaus an Clarence Kennedy, der für eine Publikation über Desiderio da Settignano Fotografien von als authentisch geltenden Werken anfertigte, dass für den Bildhauer kein Aufenthalt in Urbino belegt sei. Auch Adolfo Venturi wurde aus stilistischen Gründen 1923 skeptisch und wies das Werk Francesco di Giorgio Martini zu. Dieser Vorschlag wurde jedoch in der Forschungsgemeinschaft nicht angenommen. Nach Wilhelm von Bodes Tod 1929 wurde die Büste von Frieda Schottmüller in dem 1933 herausgegebenen Bestandskatalog der Berliner Skulpturensammlung ohne Meisterangabe als eine Arbeit um 1475 aufgenommen, sodass indirekt eine Urheberschaft Desiderio da Settignanos aufgrund der Ansetzung des Datums nach Desiderios Tod 1464 ausgeschlossen werden musste. Infolgedessen wurde das Feld für neue Zuschreibungen geöffnet. 1938 schlug Reinhold Valentiner als Urheber den Bildhauer Andrea dell’Aquila vor. 1962 widersprach Ida Cardellini in ihrer Monografie zu Desiderio da Settignano dieser Zuweisung und schlug wegen der Ähnlichkeit zu einem aus Urbino stammenden Sibillentondo den „Meister der Sibillen“ vor. Nach Cardellins Beitrag ist in der Forschungsgemeinschaft nicht mehr ausführlich über die Büste diskutiert worden. Erst 2005 mit der Ausstellung „Il Rinascimento a Urbino: Fra’ Carnevale e gli artisti del Palazzo di Federico“ in der Galleria Nazionale delle Marche in Urbino und der Zuweisung von Matteo Ceriana an Pasquino da Montepulciano erhielt die Büste wieder ein größeres Forschungsinteresse. Michael Knuth, ehemaliger Leiter der Skulpturensammlung im Bode-Museum, wies die Büste Francesco di Simone Ferrucci (2001) oder Andrea del Verrocchio (2011) zu. 2011 schrieb Michael Knuth, dass in den vergangenen Jahrzehnten seit Cardellinis Zuweisung ihm gegenüber von Kollegen bei Sammlungsbesuchen immer wieder Zweifel an der Echtheit der Büste genannt wurden – ein Problem, das vielen Büsten, die im 19. Jahrhundert auf den Kunstmarkt kamen, widerfahren ist.

## Datierung und Identifizierung der Porträtierten
Da keinerlei Dokumente zum Entstehungszusammenhang der Frauenbüste bekannt sind, verbleibt die Identifizierung der Porträtierten spekulativ. Je nachdem welchem Bildhauer mit Hilfe der Stilkritik die Büste zugeschrieben wird, ergeben sich aufgrund der Lebensdaten und des Alters der involvierten Personen unterschiedliche Möglichkeiten für die Identifizierung der Porträtierten.
Wenn angenommen wird, dass Desiderio da Settignano der Urheber der Büste ist, muss die Büste vor seinem Tod 1464 entstanden sein. Die erste Ehe von Federico da Montefeltro mit Gentile Brancaleoni, die selbst aufgrund des Alters ausgeschlossen wurde, blieb kinderlos. 1460 heiratete er Battista Sforza, die aus zeitgenössischen Bildern bekannt ist und der Abgebildeten nicht ähnlich sieht. Erste gemeinsame Kinder wurden nicht vor dem Tod Desiderio da Settignanos geboren, sodass die Identität der jungen Frau unter den unehelichen Töchtern aus erster Ehe, die am Hofe lebten und an vornehme Freunde Federico da Montefeltros verheiratet wurden, gesucht werden könne.
Wenn der Entstehungszeitpunkt der Frauenbüste nach Desiderios Tod angesetzt wird, sind weitere mit dem Hof in Urbino in Verbindung gebrachte Damen vorgeschlagen worden: Die Büste könnte Elisabetta da Montefeltro von Andrea dell’Aquila (Reinhold Valentiner 1938), Elisabetta Feltria von einem unbekannten urbianatischen Meister (Michael Knuth 1985) oder Elisabetta Gonzaga von Francesco di Simone Ferrucci (Michael Knuth 2001) darstellen.

## Auftraggeber
In Anlehnung an die These, dass die Büste eine uneheliche Tochter von dem Kriegsherrn und Kunstmäzen Federico da Montelfetro aus Urbino darstelle, könnte als Auftraggeber eine adelige Person vom Hofe in Urbino in Frage kommen. Die Porträtierte erschien zu jung, um selbst die Auftraggeberin zu sein, sodass ihr Vater als Auftraggeber in Betracht gezogen wurde.
Im Gegensatz zu dieser Annahme könnte die Porträtierte aus dem italienischen Bürgertum des Quattrocentos stammen, da damals der italienische Feudaladel politisch, ökonomisch und ideologisch stark mit dem Großbürgertum verbunden gewesen ist.

## Funktion
Büsten, die unter der Brust abgeschnitten sind und keinen Sockel haben, wurden im Wohnraum oft auf Kamingesimsen oder über Türen aufgestellt, um an noch lebende oder bereits verstorbene Familienmitglieder zu erinnern. Wenn der These des späten 19. und frühen 20. Jahrhunderts, dass die Frauenbüste aus Urbino stamme, gefolgt wird, ist ein Aufstellungsort im Herzogenpalast von Urbino wahrscheinlich. Daran anknüpfend vermutete Hannelore Sachs 1973, dass die Büste beim Weggang einer der unehelichen Töchter Federico da Montefeltros aufgrund einer Heirat entstanden sein könnte.

## Titel
Bereits 1888 halten sowohl Wilhelm von Bode im „Jahrbuch der Königlich Preußischen Kunstsammlungen“ als auch ein anonymer Autor in der Zeitschrift „Archivio Storico dell’Arte“ fest, dass die Büste aufgrund ihrer Materialität aus Urbino stamme. Der verwendete feinkörnige Kalkstein scheine derselbe zu sein wie derjenige, der im Palazzo Ducale in Urbino Verwendung fand. Daher wurde allgemein angenommen, dass es sich bei der Abgebildeten um eine Tochter des Federico da Montefeltro und damit um eine Prinzessin handeln würde. Ida Cardellini hielt bereits 1962 fest, dass diese ungeprüfte These für die Zeitgenossen derart sinnvoll erschien, dass ihr blind vertraut wurde. Vermehrt nach dem Tod Bodes 1929 setzten weiterführende Forschungen um die Identität der Abgebildeten und des Bildhauers ein – jedoch ohne zu einem gemeinsamen Konsens zu gelangen. Nichtsdestotrotz wird der Titel „Prinzessin von Urbino“ bis heute verwendet: In der Skulpturensammlung der Staatlichen Museen zu Berlin wird die Büste unter der Bezeichnung „Bildnis einer jungen Dame“ (‚Prinzessin von Urbino‘) geführt.

## Provenienz
Die Frauenbüste befindet sich in der Skulpturensammlung der Staatlichen Museen zu Berlin. Wilhelm von Bode ließ sie 1887 durch den Kunsthändler Stefano Bardini aus der Wiener Sammlung von Dr. Albert Figdor für 50.000 Lire erwerben. Kurz zuvor soll die Büste mit der Urbiner Erbschaft in den Besitz der Familie Barberini in Rom übergegangen sein.

## Belege
1. 1 2 3 4 5 6 7  von Bode: Desiderio da Settignano und Francesco Laurana: Zwei italienische Frauenbüsten des Quattrocento im Berliner Museum. 1888, S. 209–227, hier S. 212, JSTOR:25167182.; digizeitschriften.de
2. ↑  Arnold Victor Coonin: The Most Elusive Woman in Renaissance Art: A Portrait of Marietta Strozzi. In: Artibus et Historiae. Band 30, Nr. 59, 2009, S. 48, JSTOR:40343663.
3. ↑  Italian Sculpture in the Berlin Museums: Losses and Survivals Source. In: Burlington Magazine. Band 96, Nr. 612. Burlington Magazine Publications Ltd., 1954, S. 69, JSTOR:871442.
4. ↑  Michael Knuth: Desiderio da Settignano und seinem Umkreis zugeschriebene Bildwerke in Berlin. In: Joseph Connors (Hrsg.): Desiderio da Settignano. Marsilio, Venezia 2011, S. 189–203, hier S. 194.
5. ↑  Wilhelm von Bode: Desiderio da Settignano und Francesco Laurana: Zwei italienische Frauenbüsten des Quattrocento im Berliner Museum. In: Jahrbuch der Königlich Preußischen Kunstsammlungen. Band 9, Nr. 4, 1888, S. 209–227, hier S. 213f., JSTOR:25167182.
6. ↑  Frieda Schottmüller: Denkmäler der Renaissance-Sculptur Toscanas. In historischer Anordnung. Hrsg.: Wilhelm von Bode. Verlagsanstalt F. Bruckmann, München 1905, S. 96.
7. 1 2 3 4 5 6 7 8 9 10  Ida Cardellini: Desiderio da Settignano. Edizione di Comunità, Milano 1962, S. 272–274 (Hier ist eine detaillierte Übersicht der Zuschreibungen bis 1962 zu finden.).
8. ↑  Wilhelm von Bode: Handbücher der Staatlichen Museen zu Berlin. Die Italienische Plastik. Hrsg.: Staatliche Museen zu Berlin. 6. Auflage. Vereinigung wissenschaftlicher Verleger, Berlin/Leipzig 1922, S. 97 f.
9. 1 2 3  Michael Knuth: Desiderio da Settignano und seinem Umkreis zugeschriebene Bildwerke in Berlin. In: Joseph Connors (Hrsg.): Desiderio da Settignano. Marsilio, Venezia 2011, S. 189–203, hier S. 193.
10. ↑  Adolfo Venturi: Francesco di Giorgio Martini. In: L' arte: rivista di storia dell'arte medievale e moderna. Nr. 26, 1923, S. 197–228, hier S. 220, 227, 228 (uni-heidelberg.de [abgerufen am 29. Juni 2020]).
11. ↑  Frieda Schottmüller: 78. Bildnis einer Prinzessin von Urbino. In: Die italienischen und spanischen Bildwerke der Renaissance und des Barock. 1: Die Bildwerke in Stein, Holz, Ton und Wachs: mit den Abbildungen sämtlicher Bildwerke. de Gruyter, Berlin 1933, S. 41 f.
12. 1 2  Michael Knuth: Berliner Möglichkeiten. Gemälde und Skulpturen der italienischen Renaissance im Dialog. In: Museums Journal. Band 13, Nr. 3, Juni 2001, S. 62-?, S. 63 f.
13. ↑  Michael Knuth: Desiderio da Settignano und seinem Umkreis zugeschriebene Bildwerke in Berlin. In: Joseph Connors (Hrsg.): Desiderio da Settignano. Marsilio, Venezia 2011, S. 189–203, hier S. 191.
14. ↑  Anita Fiderer Moskowitz: Forging Authenticity. Bastianini and the Neo-Renaissance in Nineteenth-century Florence. Leo S. Olschki Editore, Florenz 2013, S. XIIIff.
15. ↑  Michael Knuth: Urbinatischer Meister. Bildnis einer Prinzessin von Urbino. In: Staatliche Museen zu Berlin (Hrsg.): Weltschätze der Kunst, — der Menschheit bewahrt. (= Aust. Kat., Altes Museum, Berlin (Ost), 1985). Berlin 1985, S. 225 f.
16. 1 2 3  Peter H. Feist: Florentinische Frührenaissance Plastik in den Staatlichen Museen zu Berlin. Seemann, Leipzig 1959, S. 29–32.
17. ↑  Jeannette Kohl: Talking Heads. Reflexionen zu einer Phänomenologie der Büste. In: Jeannette Kohl und Rebekka Müller (Hrsg.): Kopf/Bild. Die Büste in Mittelalter und Früher Neuzeit. Deutscher Kunstverlag, Berlin/München 2007, S. 9–30, hier S. 17.
18. ↑  Hannelore Sachs: Jugend in drei Jahrtausenden der Kunst. Sonderausstellung anlässlich der X. Weltfestspiele der Jugend und Studenten in Berlin Juli bis September 1973. Hrsg.: Staatlichen Museen zu Berlin. Berlin 1973, S. 30.
19. 1 2  Busto di Desiderio da Settignano. In: Archivio storico dell'arte. 1888, S. 234 (uni-heidelberg.de).
20. ↑  Frieda Schottmüller: Die italienischen und spanischen Bildwerke der Renaissance und des Barocks: in Marmor, Ton, Holz und Stuck. Mit den Abbildungen sämtlicher Bildwerke. Reimer, Berlin 1913, S. 54 f.
21. 1 2  Bildnis einer jungen Dame »Prinzessin von Urbino«. Abgerufen am 29. Juni 2020.
22. ↑  Wilhelm von Bode: Mein Leben. Band 2. Reckendorf, Berlin, S. 29 f. (zeno.org).